# Larry Ward (homme politique)
Pour les articles homonymes, voir Larry Ward et Ward.
Larry Campbell Ward  (né le 14 octobre 1947) est un homme politique provincial canadien de la Saskatchewan. Il représente la circonscription d'Estevan à titre de député du Nouveau Parti démocratique de 1995 à 1999.